# 1567 Alikoski

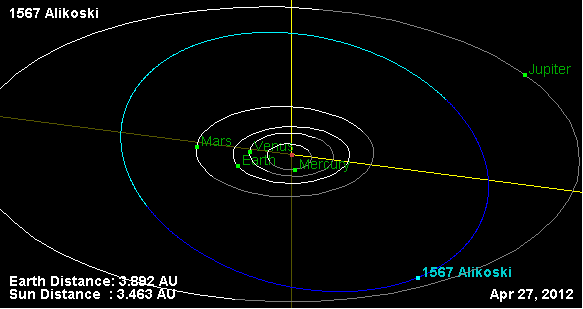
1567 Alikoskis bana

1567 Alikoski eller 1941 HN är en asteroid i huvudbältet, som upptäcktes den 22 april 1941 av den finske astronomen Yrjö Väisälä vid Storheikkilä observatorium. Den har fått sitt namn efter den finske astronomen Heikki A. Alikoski.
Asteroiden har en diameter på ungefär 69 kilometer och den tillhör asteroidgruppen Ursula.